# Калудж-Ґавабар
Калудж-Ґавабар (перс. كلوج گوابر) — село в Ірані, у дегестані Ушіян, у бахші Чабоксар, шагрестані Рудсар остану Ґілян. У переписі 2006 року вказане як окремий населений пункт, але без відомостей про чисельність населення.